# (35138) 1992 RV5
1992 RV5 (asteroide 35138) é um asteroide da cintura principal. Possui uma excentricidade de 0.17113850 e uma inclinação de 3.50054º.
Este asteroide foi descoberto no dia 2 de setembro de 1992 por Eric Walter Elst em La Silla.